# Баямо
Бая́мо (исп. Bayamo) — город на юго-востоке Кубы, центр провинции Гранма.

## Географическое положение
Расположен на реке Баямо (притоке реки Кауто), в 740 км от Гаваны и в 128 км от Сантьяго-де-Куба.

## История
Баямо основан испанским конкистадором Диего Веласкесом де Куэльяром 5 ноября 1513 года. В XVI веке Баямо был одним из важнейших центров сельского хозяйства и торговли на Кубе. Во время войны за независимость 1868—1878 годов город являлся штабом повстанцев. Также город считается родиной национального гимна Кубы («Баямеса»), так как в нём родился его автор Педро Фигередо.
В 1966 году население города составляло 43 тыс. человек. Баямо являлся торговым центром сельскохозяйственного района, а также здесь действовали предприятия пищевой (главным образом, сахарной) промышленности.
В 1970 году население города составляло 72 тыс. человек, производство района теперь специализировалось на молочном скотоводстве, выращивании овощебахчевых культур и табака, функционировали предприятия пищевой, текстильной, табачной промышленности и производства стройматериалов (в окрестностях города началась добыча мрамора, который экспортируют в другие страны).
До 1976 года город находился в составе провинции Орьенте.
В 1981 году население города составляло 101 тыс. человек, основой экономики являлись пищевая и табачная промышленность.
В 1987 году население города составляло 109 тыс. человек, основой экономики являлись пищевая, текстильная и табачная промышленность.

## Современное состояние
В центре города сохранились многочисленные памятники архитектуры колониального периода.
В городе развита пищевая промышленность, в окрестностях ведётся добыча марганцевой руды. Есть университет — один из крупнейших на Кубе.

## Транспорт
Город является важным узлом железных и автомобильных дорог.
Имеется аэродром для сельскохозяйственной авиации.